# Christine Caron

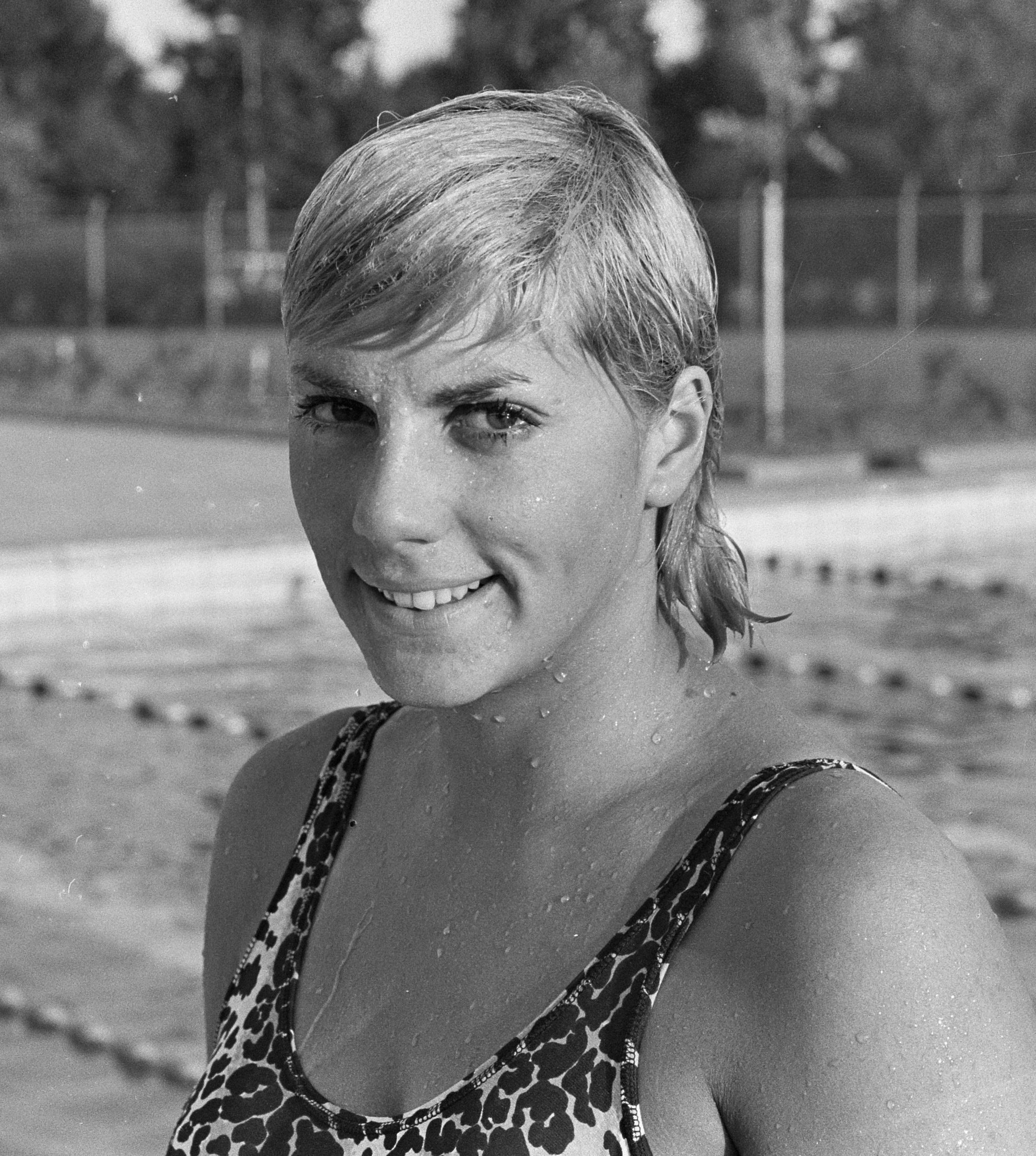
Ron Kroon: Christine Caron, 1966

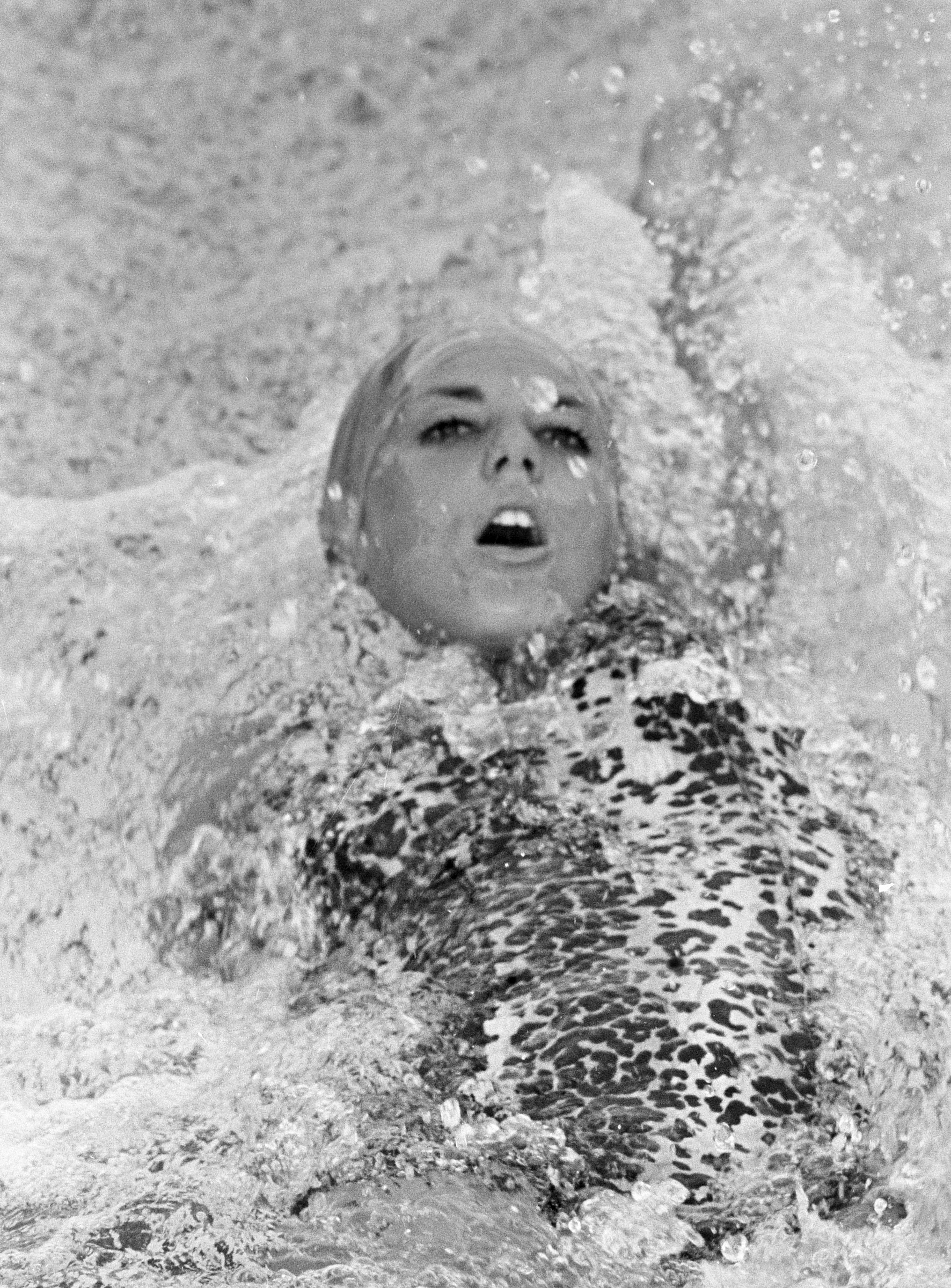
Christine Caron, 1966

Christine „Kiki“ Caron (* 10. Juli 1948 in Paris) ist eine ehemalige französische Schwimmerin, die in den 1960er Jahren zu den besten Rückenschwimmerinnen der Welt gehörte.
Am 14. Juni 1964 unterbot Kiki Caron in 1:08,6 Minuten den Weltrekord auf der 100-Meter-Rückendistanz. Vor den Olympischen Spielen 1964 in Tokio wurde der Weltrekord aber von Virginia Duenkel aus den USA auf 1:08,3 Minuten verbessert. Im olympischen Finale wurde dieser Rekord gleich von drei Schwimmerinnen unterboten. Es siegte Cathy Ferguson in 1:07,7 Minuten vor Caron in 1:07,9 Minuten und Duenkel in 1:08,0 Minuten.
1965 gewann Caron nicht nur die französische Landesmeisterschaft, sondern auch die Landesmeisterschaften in den USA, Australien und Mexiko, wo sie jeweils als Gast antrat. Bei den Europameisterschaften 1966 in Utrecht siegte sie ebenfalls auf der kurzen Rückenstrecke. 1968 bei den Olympischen Spielen in Mexiko-Stadt trug sie als erste Frau die Trikolore bei der Eröffnungsfeier. Sie konnte sich allerdings weder auf der kurzen noch auf der 1968 erstmals olympischen langen Rückenstrecke für das Finale qualifizieren.
Insgesamt stellte sie elf Europarekorde auf den beiden Rückenstrecken auf und gewann 14 Landesmeistertitel. Im Jahr 1998 wurde sie in die Ruhmeshalle des internationalen Schwimmsports aufgenommen.
Sie hat einen Gastauftritt in dem Film „Der Swimmingpool“ von Jacques Deray aus dem Jahr 1969 mit Alain Delon und Romy Schneider.
Seit Anfang der 1970er Jahre nahm Caron an verschiedenen Motorsportveranstaltungen teil. 1973 war sie zur 18. Tour de France für Automobile mit einer niederländischen Lizenz Copilotin des französischen Stuntman und Rennfahrers Jean-Claude Lagniez und nahm 1982 und 1983 als Copilotin und Navigatorin von Bernadette Sacy an der Rallye Paris–Dakar teil.
Im Jahr 2005 wurde sie zum Chevalier de la Légion d’Honneur ernannt.